# Песоченский
Песоченский — посёлок (с 1928 до 2005 гг. — посёлок городского типа) в Суворовском районе Тульской области России. 
В рамках административно-территориального устройства является центром Песоченской сельской территории Суворовского района, в рамках организации местного самоуправления входит в Северо-Западное сельское поселение.

## География
Расположен на границе с Калужской областью, в 99 км к западу от центра города Тулы и в 26 км к северо-западу от райцентра города Суворов. 
В 22 км к востоку находится железнодорожная станция Черепеть и собственно посёлок Черепеть.

## Население
| 1939 | 1959  | 1970  | 1979  | 1989 | 2002 | 2010 |
| ---- | ----- | ----- | ----- | ---- | ---- | ---- |
| 1424 | ↗2816 | ↘2085 | ↘1214 | ↘814 | ↘563 | ↘394 |

## История
Посёлок Песоченский вырос из деревни Митино. В 1742 году купец Пётр Баташев построил в Митине чугунолитеный завод, а в 1746 году — полотняную фабрику. 
В 1928 году населённый пункт Песоченский получил статус посёлка городского типа (рабочего посёлка). В 2005 году вновь преобразован в сельский населённый пункт (посёлок).
Главное промышленное предприятие посёлка — Митинский чугунолитейный завод (ныне обанкрочено). Специализировался на литье весовых гирь разной массы, колосников, различной посуды из алюминия и чугуна. В военный период производилась отливка корпусов осколочных гранат. Необходимый набор всевозможного инструмента и оборудования, позволял производить все необходимые операции по металлообработке, связанной с данным видом производства.
В советское время завод выпускал бензино-раздаточные колонки для заправки автомашин. В посёлке были клуб, школа, библиотека и амбулатория. В настоящее время остался медпункт и аптечный киоск.
Комплекс зданий парусно-полотняной фабрики XVIII—XIX веков является памятником архитектуры федерального значения.

## Известные уроженцы
- Терёхин, Вадим Фёдорович — российский поэт.